# Gal Fridman
Gal Fridman (Hebreeuws: גל פרידמן) (Hadera, 16 september 1975) is een Israëlisch windsurfer en winnaar van twee olympische medailles. 
Fridman won een bronzen medaille bij de Olympische Zomerspelen 1996 in Atlanta en een gouden medaille op de Olympische Zomerspelen 2004 in Athene. Hij is de enige Israëlische sporter die twee Olympische medailles won, en de eerste die goud won. Hij was wereldkampioen Mistral in 2002.
Fridman werd geboren in Hadera en groeide op in Karkur, beide nabij de Middellandse Zee. Zijn vader was ook een surfer en noemde zijn zoon Gal, het Hebreeuwse woord voor 'golf'. 

## Atletische prestaties
| Medaille | Toernooi                                   | Jaar |
| -------- | ------------------------------------------ | ---- |
| Zilver   | Europees Kampioenschap                     | 1995 |
| Zilver   | Wereldkampioenschap                        | 1996 |
| Brons    | Olympische Spelen, Atlanta                 | 1996 |
| Brons    | Europees Kampioenschap                     | 1997 |
| Goud     | International ASA Windsurfing Championship | 1999 |
| Zilver   | Mistral Europees Kampioenschap             | 2002 |
| Goud     | Mistral Wereldkampioenschap                | 2002 |
| Brons    | ISAF World Championship                    | 2003 |
| Goud     | Olympische Spelen, Athene                  | 2004 |

## Olympische Spelen, Athene 2004
Gal Fridman was een van Israëls favorieten uit het Olympisch team om een medaille te winnen (met judoka Ariel Ze'evi en atleet Aleksandr Averboech) en bereidde zich twee jaar lang voor op de Spelen.
In Athene streed Fridman in het Mistral windsurfer zeilen, een discipline die uit 11 races bestaat. Fridmans uitslagen waren:
| Race   | 1   | 2 | 3 | 4 | 5 | 6 | 7 | 8 | 9 | 10 | 11 |
| Plaats | (8) | 3 | 5 | 5 | 1 | 7 | 5 | 1 | 8 | 5  | 2  |

(Noot: de laagste score komt te vervallen)
In de laatste race, op woensdag 25 augustus 2004, zag Fridman (op de tweede plaats in het klassement) de kans waar afstand te nemen van zijn twee rivalen, de Braziliaanse Ricardo Santos (op de eerste plaats) had een slechte dag en de Griekse windsurfer Nikolaos Kaklamanakis (derde) maakte een tactische fout. Fridman had een sterke race, kwam als tweede bij de finish aan en steeg naar de eerste plaats in het klassement. Hij behaalde een totaal van 50 negatieve punten en een balans van 42 negatieve punten. Aangezien hij de minste negatieve punten had, verdiende hij de eerste plaats. 
Eindstand:
1. Gal Fridman - Israël (goud)
2. Nikolaos Kaklamanakis - Griekenland (zilver)
3. Nick Dempsey - Verenigd Koninkrijk (brons)
4. Ricardo Santos - Brazilië
5. Przemysław Miarczyński - Polen

Zoals gebruikelijk, ontving Fridman telefoontjes van de president van Israël, Moshe Katsav, de premier van Israël, Ariel Sharon, en andere hoogwaardigheidbekleders.